# Бурдята (Кировская область)
Бурдята — деревня в Зуевском районе Кировской области в составе Соколовского сельского поселения.

## География
Находится на расстоянии примерно 11 километров на юг от районного центра города Зуевка.

## История
Известна с 1764 года, когда в ней учтено было 30 жителей. В 1873 году учтено было дворов 11 и жителей 86, в 1905 — 18 и 138, в 1926 — 25 и 163, в 1950 — 25 и 78 соответственно. В 1989 году отмечено 11 жителей.

## Население
Постоянное население составляло 8 человек (русские 62 %, ингуши 38 %) в 2002 году, 10 — в 2010.